# Bahnhöfe und Haltepunkte in Konz
In der Eisenbahnerstadt Konz in Rheinland-Pfalz gibt es vier Bahnstationen, davon sind je zwei Bahnhöfe und je zwei Haltepunkte:
- Bahnhof Karthaus
- Bahnhof Konz
- Haltepunkt Konz Mitte (ersetzte den vormaligen Bahnhof Konz West)
- Haltepunkt Kreuz Konz

Die Haltepunkte Konz Mitte und Kreuz Konz liegen in unmittelbarer Nähe zueinander, wobei ersterer jedoch an der Obermoselstrecke nach Thionville und letzterer an der Trierer Weststrecke nach Luxemburg liegt.

## Bahnhof Karthaus
Karthaus ist einer der beiden Bahnhöfe in Konz. Es handelt sich um einen Trennungsbahnhof.

### Geschichte
Das Bahnhofsgebäude geht auf einen Vorgängerbau aus dem Jahr 1875 zurück, das für die Strecke Trier West – Metz eröffnet wurde. Beim Bau des Bahnhofsgeländes in Karthaus im Zuge des Baus der Saarstrecke, die in einem neuen Bahnhof im östlichen Teil von Trier nahe der Innenstadt enden sollte, musste der alte Bahnhof weichen.
Nach Stilllegung des Güterbahnhofs, der unmittelbar an den Bahnhof anschließt, wurde dieser von 1962 bis 1976 als Lokfriedhof für alte ausgemusterte Dampfloks verwendet.

### Bahnhofsgebäude
Das heutige Empfangsgebäude Karthaus wurde um 1903/1904 erbaut und mehrfach erweitert. Das Empfangsgebäude, die Nebengebäude und die Bahnsteigüberdachungen stehen unter Denkmalschutz. Das Empfangsgebäude, das sich in Privatbesitz befindet, wird heute nicht mehr genutzt und steht leer. Eine ähnliche Architektur haben auch viele Bahnhofsbauten entlang der Moselstrecke und der Eifelstrecke, die von der Eisenbahndirektion Saarbrücken erbaut wurden – für Karthaus und einige andere lässt sich die (Mit-)Urheberschaft des Architekten und Eisenbahn-Baubeamten Karl Hüter (1867–1920) nachweisen.

### Linien
Im Bahnhof Karthaus verkehren ausschließlich Linien des Regionalverkehrs.
| Linie               | Bezeichnung     | Zuglauf | Taktfrequenz         |
| ------------------- | --------------- | --- | -------------------- |
| RB 71               | Saartal-Bahn    | Trier – Karthaus – Merzig (Saar) – Dillingen (Saar) – Saarlouis – Völklingen – Saarbrücken – St. Ingbert – Homburg (Saar) | 60 min               |
| RB 82               | Elbling-Express | Trier – Karthaus – Wellen (Mosel) – Wincheringen – Perl                                                                   | 60 min               |
| RB87                |                 | Trier - Karthaus - Wasserbillig - Luxemburg                                                                               | 1 Fahrt pro Richtung |
| Stand: 3. März 2025 |                 | |                      |

## Bahnhof Konz
Der Bahnhof Konz (im Volksmund oft Konz Hauptbahnhof genannt) ist der zweite Bahnhof der Stadt Konz. Er liegt an der Saarstrecke, und alle Regionalzüge aus bzw. in Richtung Saarbrücken halten hier.

### Geschichte
Der Bahnhof wurde am 26. Mai 1860 gemeinsam mit der Saarstrecke von Trier nach Saarbrücken durch den damaligen preußischen Prinzregenten Wilhelm eröffnet. Das Empfangsgebäude steht seit 1864 fast unverändert parallel zu den Gleisen.
Im Frühjahr 1998 ereignete sich vor dem Bahnhof Konz ein Bahnunglück. Dabei entgleiste ein Kohlezug aus dem Saarland und riss dabei ein ganzes Gleis weg, so dass mehrere Tage nur ein Gleis befahren werden konnte.

### Gebäude und Bahnhofsumfeld

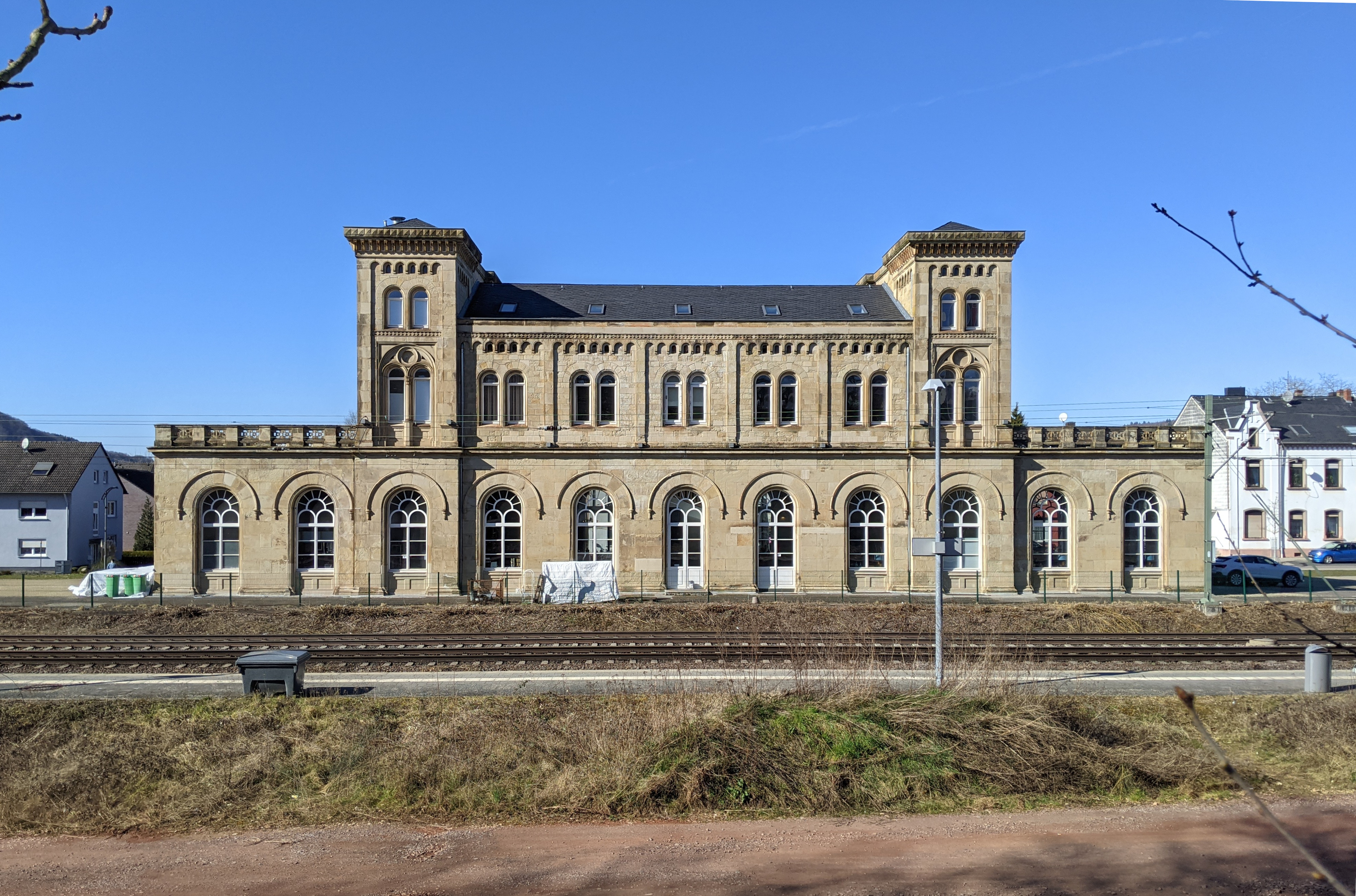
Ehemaliges Empfangsgebäude, 2025

Das ehemalige Empfangsgebäude wurde im neopalladianischen Stil erbaut, es erinnert an einen italienischen Palazzo und steht unter Denkmalschutz. Auch die Bahnhöfe in Saarburg und Wiltingen (Saar) wurden im gleichen Stil errichtet, sind aber verhältnismäßig kleiner als das Gebäude in Konz.
Das Empfangsgebäude diente zuletzt nur noch repräsentativen Zwecken und als Wartehalle, der Schalter war nicht mehr besetzt. Ursprünglich hatte der Bahnhof statt einer Unter- bzw. Überführung nur einen niveaugleichen Fußgängerübergang zum zweiten Bahnsteig, der sehr schmal war und deshalb nur bei Anwesenheit von Aufsichtspersonal genutzt werden konnte.
In den Jahren 2013/14 wurden neue barrierefreie Bahnsteige mit einer Fußgängerunterführung östlich des bisherigen Empfangsgebäudes angelegt.

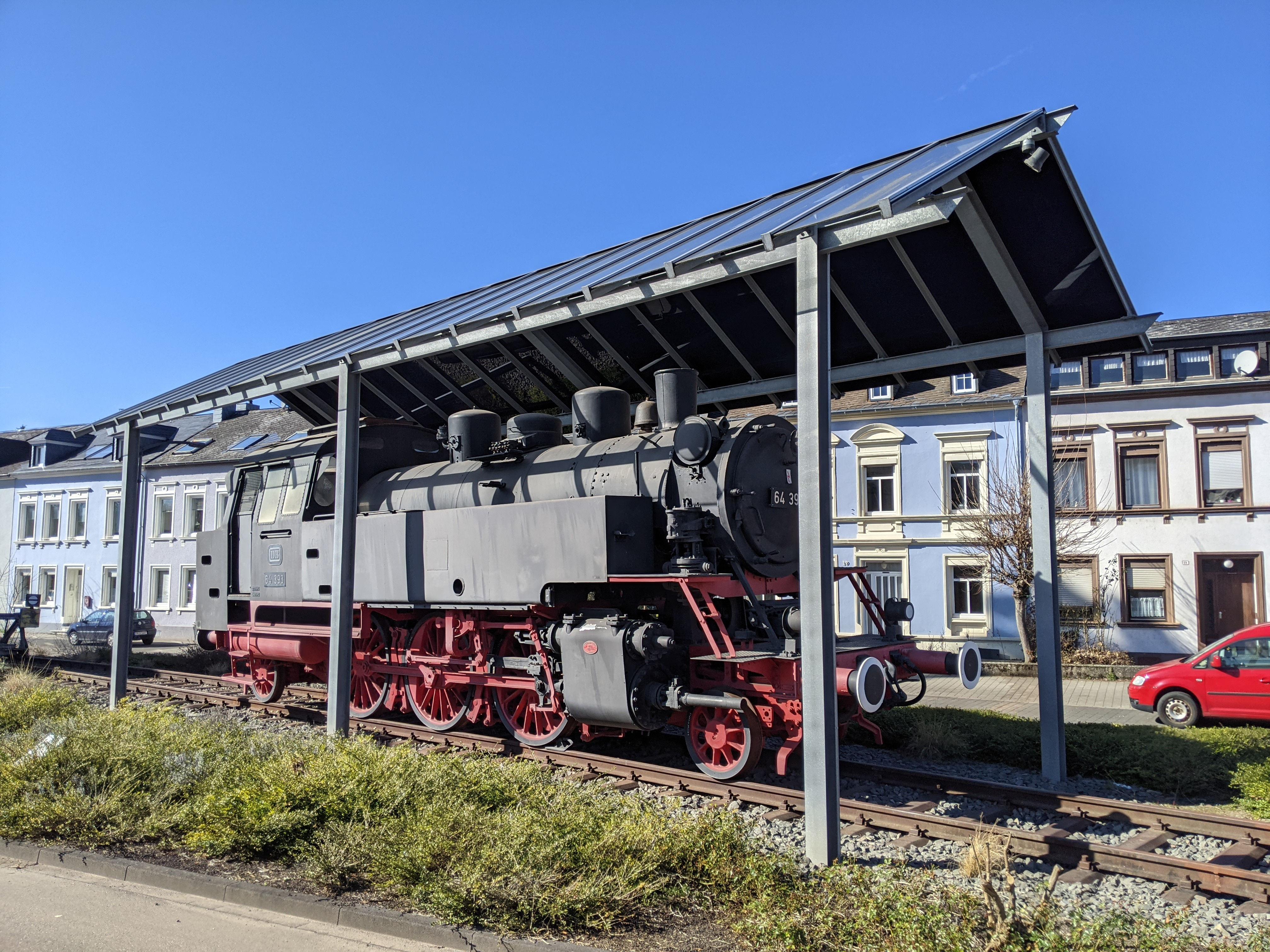
Dampflok 64393 am Bahnhof Konz

Für diese Baumaßnahme und die Anlage von Park&Ride-Parkplätzen wurden mehrere seit Jahren ungenutzte Gleise entfernt. Das seitdem leerstehende -Gebäude erwarb ein Investor 2015 von der Stadt Konz, sanierte es und verpachtet es seit 2021 als Restaurant.
Auf den frei gewordenen Grünanlagen im Bahnhofsumfeld wurde die restaurierte Dampflokomotive 64-393 der Baureihe 64 aufgestellt.

### Linien
Im Bahnhof Konz verkehrt ausschließlich Regionalverkehr.
| Linie               | Bezeichnung     | Zuglauf | Taktfrequenz |
| ------------------- | --------------- | --- | ------------ |
| RB 71               | Saartal-Bahn    | Trier – Konz – Merzig (Saar) – Dillingen (Saar) – Saarlouis – Völklingen – Saarbrücken – St. Ingbert – Homburg (Saar)                                                                            | 60 min       |
| RE 1                | Südwest-Express | Koblenz – Wittlich – Schweich – Trier – Konz – Saarlouis – Völklingen – Saarbrücken – St. Ingbert – Homburg (Saar) – Kaiserslautern – Neustadt (Weinstr) – Ludwigshafen (Rhein) Mitte – Mannheim | 60 min       |
| RB 84               |                 | Saarburg - Konz - Trier-West - Trier-Hafenstr. | 60 min       |
| Stand: 3. März 2025 |                 | |              |

## Haltepunkt Konz Mitte

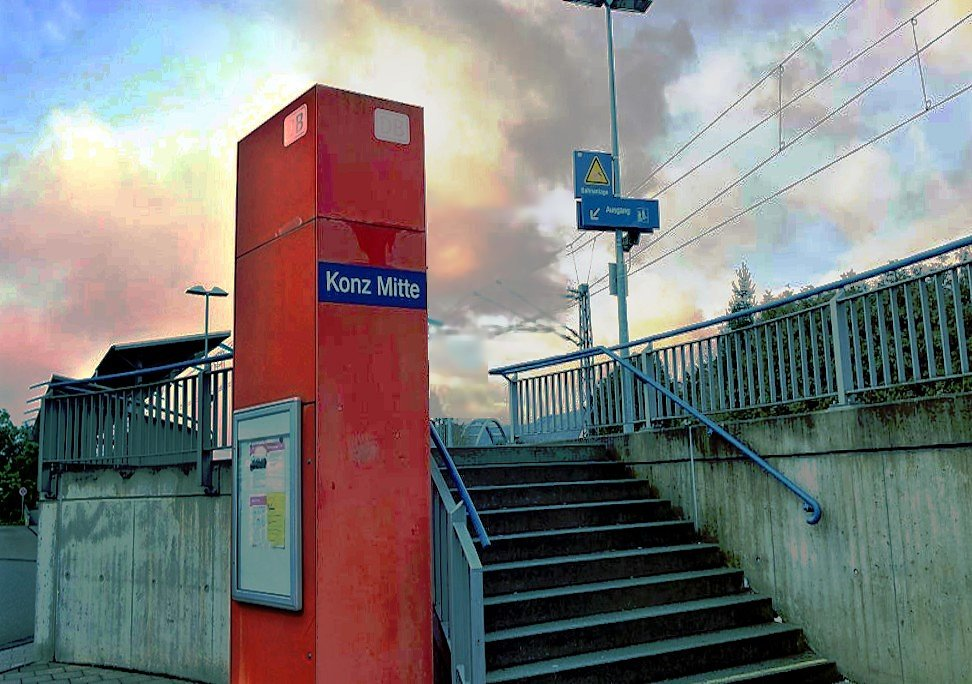
Konz Mitte

Konz Mitte ist ein Haltepunkt (IBNR: 8003403) der Preisklasse 6 an der Obermoselstrecke (49° 42′ 0″ N, 6° 34′ 24″ O). Nahe der Station befindet sich die Konzer Innenstadt. Der Haltepunkt hat einen Seitenbahnsteig, der in beide Richtungen angefahren wird.
Bis 2001 befand sich 100 Meter weiter östlich der Haltepunkt Konz West. Dieser wurde 2001 durch den neuen Haltepunkt Konz Mitte ersetzt.
Seit 2008 existiert am Wochenende je ein Regional-Express-Zugpaar von Trier über Konz Mitte, Perl und Thionville nach Metz.
Folgende Linien halten in Konz Mitte:
| Linie               | Bezeichnung            | Zuglauf                                                                | Taktfrequenz                                |
| ------------------- | ---------------------- | ---------------------------------------------------------------------- | ------------------------------------------- |
| RB 82               | Elbling-Express        | (Wittlich –) Trier – Konz Mitte – Wellen (Mosel) – Wincheringen – Perl | 60 min (einzelne Züge weiter nach Wittlich) |
| RE 16               | Trier-Lorraine-Express | Trier – Konz Mitte – Perl – Apach – Thionville – Metz                  | 2 Zugpaare an Wochenenden und Feiertagen    |
| Stand: 9. Juni 2024 |                        |                                                                        |                                             |

## Haltepunkt Kreuz Konz

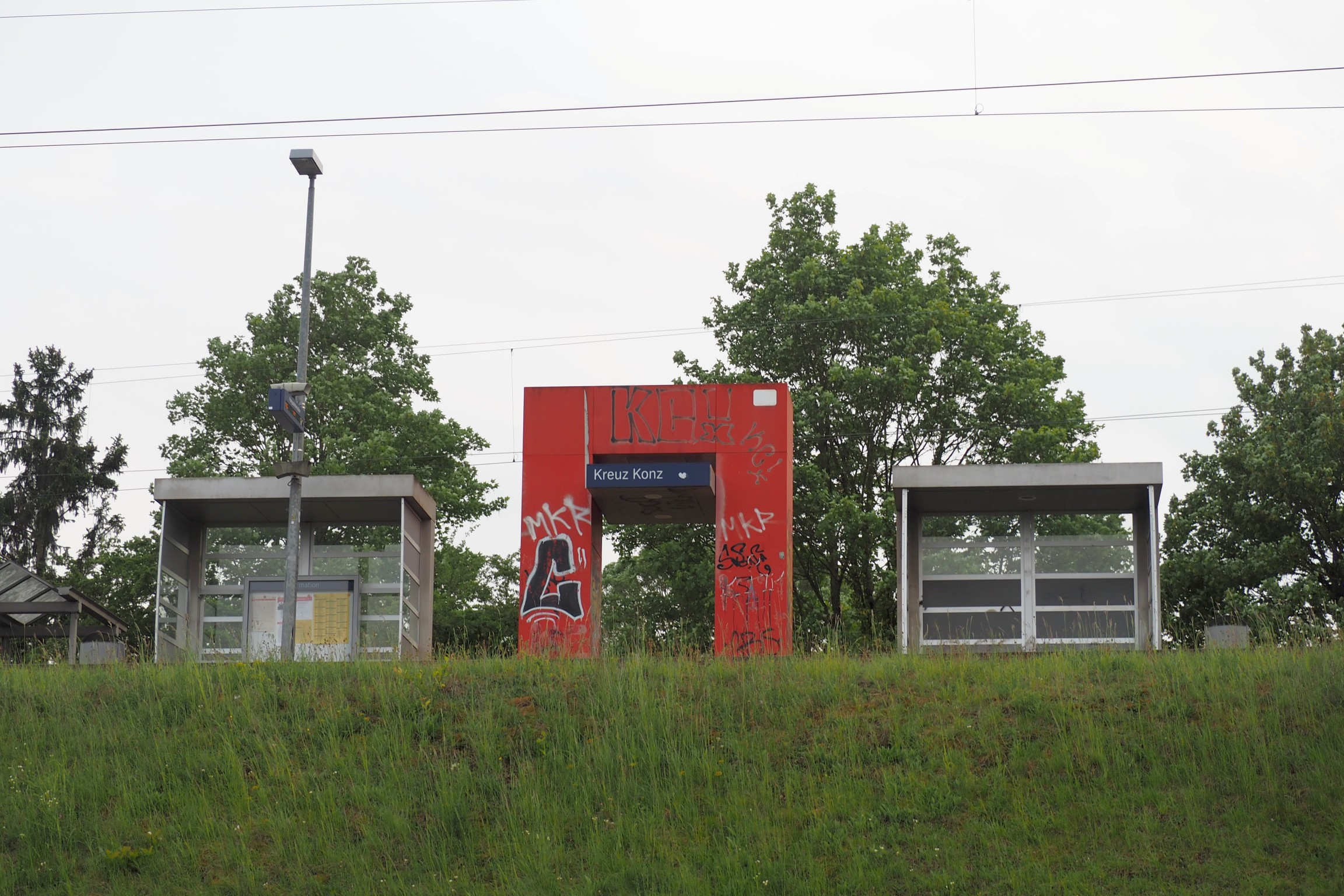
Kreuz Konz

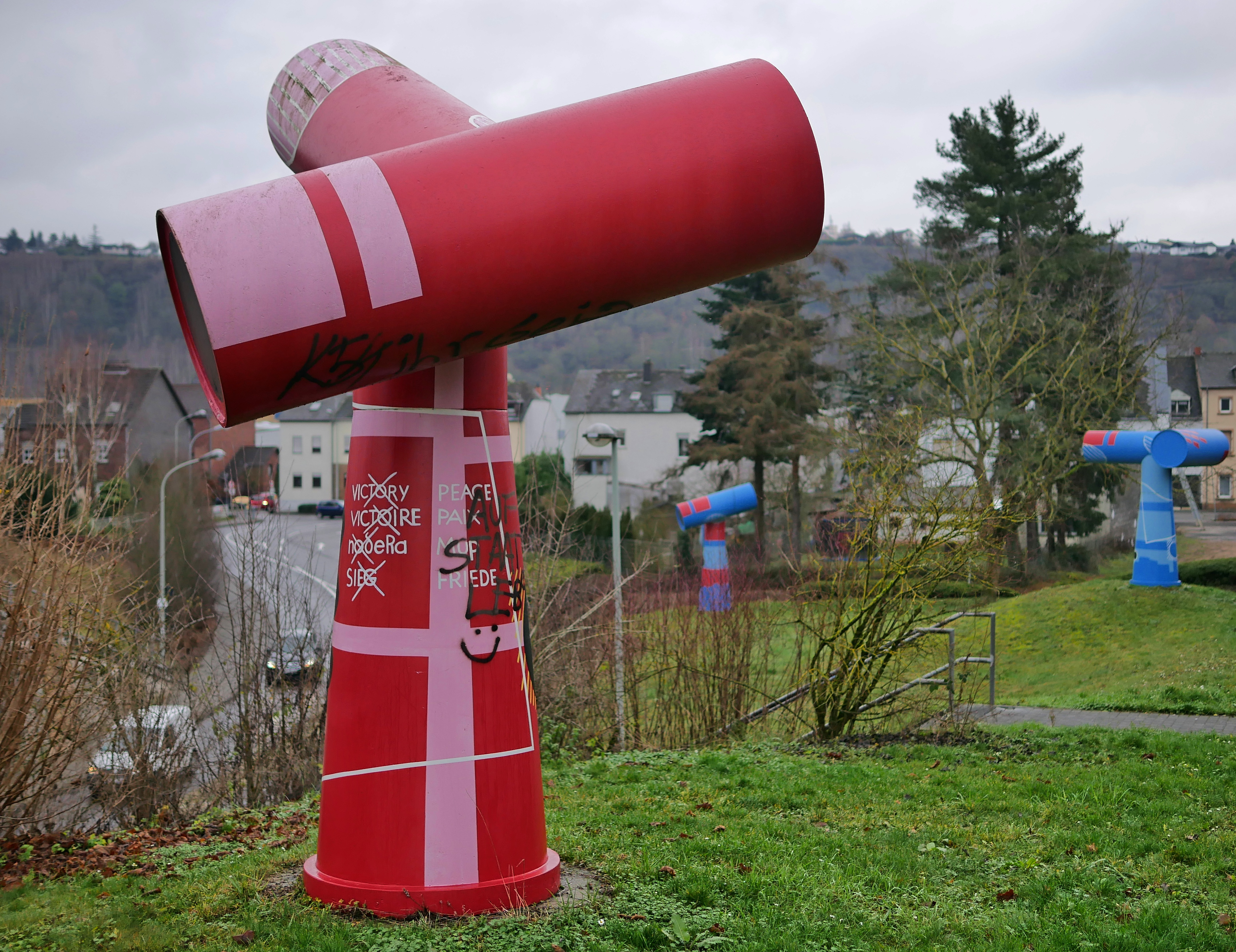
Drei Entsorgungsmale

Der Haltepunkt Kreuz Konz ist ein Haltepunkt (IBNR: 8003434) der Preisklasse 7 und liegt in unmittelbarer Nähe des Haltepunktes Konz Mitte, jedoch nicht an der gleichen Strecke. Der Haltepunkt liegt an der Brückenauffahrt der Konzer Moselbrücke Richtung Igel (49° 42′ 14″ N, 6° 34′ 36″ O).
Am Haltepunkt befindet sich auch ein Gleisdreieck, über das alle Konzer Bahnstrecken in die Strecke einfädeln.
Dieses Gleisdreieck wird gelegentlich auch dazu benutzt, um bei Museumsdampf- oder Plandampfbetrieb die Dampflokomotiven zu drehen, da im Umkreis keine Drehscheibe mehr vorhanden ist. Zuletzt fand dies in größerem Umfang 2010 statt.
In der Nähe des Bahnhofs befindet sich eine Plastik des Künstlers Friedrich Gräsel, die Drei Entsorgungsmale.
Folgende Linien halten am Haltepunkt Kreuz Konz:
| Linie               | Bezeichnung    | Zuglauf | Taktfrequenz                                    |
| ------------------- | -------------- | --- | ----------------------------------------------- |
| IC37                |                | Düsseldorf – Köln – Bonn – Koblenz – Wittlich – Schweich – Trier – Kreuz Konz – Wasserbillig – Luxemburg (Die Züge verkehren zwischen Koblenz und Luxemburg als RE.) | ein Zugpaar täglich (entfällt ab Dezember 2025) |
| RE 11               | De-Lux-Express | Luxembourg – Wasserbillig – Kreuz Konz – Trier – Schweich – Wittlich – Koblenz                                                                                       | 60 min, teilweise nur bis Trier Hbf             |
| RB 84               |                | Saarburg - Konz - Kreuz Konz - Trier-West - Trier-Hafenstr. | 60 min                                          |
| RB 87               |                | Luxembourg – Wasserbillig – Kreuz Konz – Trier | 1 Fahrt pro Richtung                            |
| Stand: 3. März 2025 |                | |                                                 |